# パルラーダ (装甲巡洋艦)
パルラーダ（ロシア語:Палладаパルラーダまたはパラーダ）は、ロシア帝国の装甲巡洋艦（Броненосный крейсер）である。艦名は、ギリシャ神話に登場する「パラス」のロシア語名である。1905年から1914年までの間、ロシア帝国海軍で運用された。

## 艦歴
パルラーダは、1898年よりフランスの協力のもと開発が始められたバヤーン級装甲巡洋艦の4 番艦として計画された。1905年4月15日にはバルト艦隊への配属が決定され、同年5月17日には、サンクトペテルブルクに新たに作られた海軍工廠で着工した。1907年10月28日には進水し、1911年2月2日より配備に就いた。1907年10月10日までは一等巡洋艦に分類されていた。
1914年に第一次世界大戦が始まると、パルラーダもバルト海方面の作戦に参加した。パルラーダは、速力を生かして偵察・哨戒任務に就いた。
1914年8月26日、パラルーダは防護巡洋艦ボガトィーリとともにドイツの小型巡洋艦マクデブルクが座礁した現場に現れ、救助活動に当たっていた駆逐艦V26を攻撃した。そして、マクデブルクからドイツ軍の暗号書を入手し、同盟国であるイギリスへ齎した。8月27日には装甲巡洋艦リューリクとともにドイツ船舶攻撃に出撃したが、目標を発見できなかった。
10月11日、哨戒任務より帰還する際、フィンランド湾口においてドイツの潜水艦U-26より雷撃を受け沈没した。乗組員すべてが艦と運命を共にした。沈没地点は、北緯59度36分30秒 東経22度49分0秒 / 北緯59.60833度 東経22.81667度と記録されている。